# 23153 Ендрюновелл
23153 Ендрюновелл (2000 CH46, 1993 BY12, 23153 Andrewnowell) — астероїд головного поясу, відкритий 2 лютого 2000 року.
Тіссеранів параметр щодо Юпітера — 3,591.